# Nación Navajo
La Nación Navajo (en navajo: Naabeehó Bináhásdzo; nombre oficial: Diné Bikéyah: «País navajo»; y en inglés: Navajo Nation o Navajoland) es una reserva india de Estados Unidos que cubre 71.000 km² y que ocupa partes del noreste de Arizona, del sureste de Utah y del noroeste de Nuevo México. Se trata de la reserva india más grande de Estados Unidos, albergando una población de alrededor de 400 000 habitantes en 2020. Desde 2023, su presidente es Buu Nygren.
El territorio original se expandió varias veces desde 1868 a 1934. En 2016, bajo el Tribal Nations Buy-Back Program, el Departamento del Interior de los Estados Unidos devolvió 605,1 km² de tierras a la nación navaja para usos tribales comunales. En 2025, el navajo se convirtió en el idioma oficial de la Nación tras ser aprobada una legislación por el Consejo de la Nación Navajo.
La Nación Navajo tiene un gobierno elegido que incluye un poder ejecutivo, una cámara legislativa, y un sistema judicial, pero el Gobierno federal continua conservando el pleno poder sobre todas las decisiones. El sistema ejecutivo maneja un gran número de reparticiones de servicio social y de salud y otras tales como las educativas.

## Etimología
En inglés, el nombre oficial para el área era Navajo Indian Reservation ("Reserva India Navajo"), como se indica en el Artículo II del Tratado de Bosque Redondo de 1868. El 15 de abril de 1969, se cambió a Navajo Nation ("Nación Navajo"), el nombre oficial utilizado por el Gobierno y que se muestra en el sello. En 1980, se esbozaron las normas de funcionamiento general uniforme de los capítulos y, dos años más tarde, el presidente Peter MacDonald impulsó una reforma para mejorar el gobierno de la tribu. Se observó que el nombre Diné representaba el tiempo de sufrimiento antes de la Larga Marcha, y que navajo es la designación apropiada para el futuro.
En navajo, se conoce a la entidad geográfica con sus fronteras definidas legalmente como "Naabeehó Bináhásdzo", lo que contrasta con "Diné bikéyah" y "Naabeehó bikéyah" a la idea general de "Navajoland". Más importante aún, ninguna de estas designaciones se debe confundir con "Dinétah", término utilizado para la patria tradicional de los navajos, situada en la zona entre las montañas Dook'o'oosłííd (Sierra de San Francisco), Dibé Ntsaa (Montaña Hesperus), Sisnaajiní (Pico Blanca) y Tsoodził (Monte Taylor).

## Historia

### Expansión territorial
Para la historia antes de 1868, ver Navajo.

### Cambios de fronteras y expansiones de la reserva navaja (1868-1934)

Mapa de las expansiones del territorio semiautónomo navajo.

Después de la gran peregrinación y del regreso de los navajos de su falta de libertad de Bosque Redondo, se fundó la "Reserva India de los Navajos" de acuerdo con el tratado de 1868 con los Estados Unidos. Las fronteras se definieron en el paralelo 37º al norte; la frontera sur como una línea que va a través de Fort Defiance; la oriental como una línea que va a través de Fort Lyon; y la occidental como la longitud 109° 30'.
Tal como se redactó en 1868, los límites se definieron como:

"que el siguiente distrito de país, a saber: que limita al norte con el grado 37 de latitud norte, al sur por una línea de este a oeste pasando por el sitio del antiguo Fort Defiance, en Cañón Bonito, al este por el paralelo de longitud que, si se prolonga al sur, pasaría a través del antiguo Fort Lyon, o el Ojo-de-oso, Bear Spring, y al oeste con un paralelo de longitud alrededor de 109º 30' al oeste de Greenwich, a condición de que abarque la salida del Cañón de Chinle, el cual cañón estará del todo incluido en esta reserva, será, y lo mismo por este medio, apartado para el uso y ocupación de la tribu navajo de indios, y para las otras tribus amigas o indios individuales como de vez en cuando puedan estar estos dispuestos, con el consentimiento de los Estados Unidos, a admitir entre ellos; y los Estados Unidos están de acuerdo de que ninguna persona, excepto los aquí así autorizados, y con excepción de los funcionarios, agentes soldados y empleados del Gobierno o de los indios, que puedan ser autorizados a entrar en las reservas indígenas y exentos de los deberes impuestos por ley, o las órdenes del Presidente, nunca se les permitirá pasar, establecerse, o residir en el territorio descrito en este artículo."
Gobierno estadounidense

Aunque el tratado había otorgado alrededor de cien millas cuadradas del territorio de Nuevo México, el tamaño del territorio fue de tan solo 3 328 302 acres (1 346 916 ha), un poco más de la mitad. Esta territorio inicial está representado en el diseño de la bandera de la Nación Navajo por un rectángulo de color marrón oscuro.
Al no haber límites físicos o señales, muchos navajos ignoraron los límites formales y regresaron a donde habían vivido antes de la ocupación estadounidense. Una importante población de navajos nunca había vivido en Hwéeldi, residieron o se movieron cerca de los ríos Pequeño Colorado y Colorado, así como en Naatsis'áán (Navajo Mountain), y algunos vivieron junto con apaches.
La primera expansión del territorio se produjo el 28 de octubre de 1878, cuando el presidente de Estados Unidos Rutherford Hayes firmó una orden ejecutiva que expandió los límites 32 kilómetros (20 millas) más al oeste. Otras expansiones siguieron a lo largo de finales del siglo siglo XIXy principios del siglo XX. La mayoría de estas expansiones tuvieron origen en las órdenes ejecutivas, algunas de las cuales fueron confirmadas por actos del Congreso; por ejemplo, el Congreso confirmó en 1933 la orden ejecutiva de Theodore Roosevelt que añadió la región alrededor de Aneth, Utah en 1905.
La frontera oriental se formó principalmente como resultado de las asignaciones bajo la Ley de Dawes de 1887, en un intento de asimilar a las tribus amerindias a la cultura estadounidense. El gobierno federal propuso dividir las tierras comunales en parcelas asignables a los jefes de los clanes – miembros de la tribu, para su agricultura de subsistencia, en el patrón de las pequeñas explotaciones familiares entre los estadounidenses de origen europeo. Al mismo tiempo, el gobierno tribal debía ser disuelto. El programa continuó hasta 1934, y sigue siendo controvertido, ya que se considera un gran fracaso.

## Gobierno

Banner del boletín electoral navajo.

| Presidente           | Vicepresidente       | Años          |
| -------------------- | -------------------- | ------------- |
| Peterson Zah         | Marshall Plummer     | 1991–1995     |
| Albert Hale          | Thomas Atcitty       | 1995–1998     |
| Thomas Atcitty       | Milton Bluehouse Sr. | 1998–1998     |
| Milton Bluehouse Sr. | Frank Chee Willeto   | 1998–1999     |
| Kelsey A. Begaye     | Taylor McKenzie      | 1999–2003     |
| Joe Shirley Jr.      | Ben Shelly           | 2003–2011     |
| Ben Shelly           | Rex Lee Jim          | 2011–2015     |
| Rusell Begaye        | Jonathan Nez         | 2015-2019     |
| Jonathan Nez         | Myron Lizer          | 2019-2023     |
| Buu Nygren           | Richelle Montoya     | 2023-presente |

### Historia
La tradición de gobierno del pueblo navajo tiene sus raíces en su clan y la historia oral, desde antes de la ocupación española de Dinétah, hasta el 25 de julio 1868, cuando el Congreso de Estados Unidos ratificó el Tratado Navajo (Navajo Treaty) con el presidente Andrew Johnson, y firmado por Barboncito, Armijo, y otros jefes y cabecillas presentes. El sistema de clanes de los Diné es parte integral de su sociedad. Su sistema tiene normas de comportamiento que se extienden hasta las formas de la cultura refinada que el pueblo navajo llama "caminar en la belleza".
En tiempos modernos, el pueblo navajo ha tenido que transformar su comprensión conceptual de gobierno para incluir las demandas puestas sobre la tribu cuando se unió a los Estados Unidos en el tratado de 1868. Aunque los historiadores sociopolíticos continúan debatiendo la verdadera naturaleza de los navajos modernos en su cuerpo político, el pueblo navajo ha tenido que evolucionar para incluir los sistemas y las economías del "mundo occidental", como argumenta James C. Singer en el Proyecto de Reforma de Gobierno de 2007.

### Rechazo de la Ley de Reorganización Indígena
En 1933, la Oficina de Asuntos Indígenas (Bureau of Indian Affairs) intentó mitigar el daño ambiental debido al sobre-pastoreo en las reservas. Esto creó un ambiente de incomprensión. Los votantes navajos, a su vez, no podían confiar en el lenguaje de la constitución de la propuesta inicial que contemplaba la Ley de Reorganización Indígena de 1934 (Indian Reorganization Act) en 1935. Hubo tensiones cuando el líder de la Oficina de Asuntos Indígenas, John Collier, intentó reducir el tamaño del rebaño de ganado. La medida se recibió con gran desconfianza, lo que afectó a su consideración y, en última instancia, a la aprobación de su primera versión. Los esfuerzos anteriores se rechazaron, principalmente debido a que los segmentos de la tribu no encontraron suficiente libertad en las formas de gobierno propuestas u obstaculizaron el desarrollo de sus industrias ganaderas en 1935 y de los recursos mineros en 1953.

### Constitución
En 2006, se formó un comité para crear la constitución nacional de la nación Diné. El objetivo del comité era representar a todos los capítulos de la Nación Navajo en una convención constitucional. El comité propuso que la convención se celebraría en la casa legislativa diné (naachid), donde cada miembro de la nación que quisiese participar podría hacerlo a través de sus capítulos de origen. El comité lo formaron exlíderes navajos: Kelsey Begaye, Peterson Zah, Peter MacDonald, el escritor y activista social Ivan Gamble, y otros activistas políticos locales.

### Poder ejecutivo
El poder ejecutivo de la Nación Navajo ha cambiado y se ha ampliado a lo largo de los últimos cien años, desde el Tratado de 1868.

#### Presidencia
La Presidencia de la Nación Navajo, en su forma actual, se creó el 15 de diciembre de 1989, después de que las directivas del Gobierno Federal de los Estados Unidos guiasen al Consejo Tribal para establecer los actuales poderes judicial, legislativo y ejecutivo. Esta fue una salida del sistema de "Consejo y Presidencia" del gobierno anterior. Hay una serie de requisitos para cada presidente y vicepresidente navajos, a los cuales se les permite la administración de su cargo durante solo dos mandatos consecutivos.

### Consejo legislativo

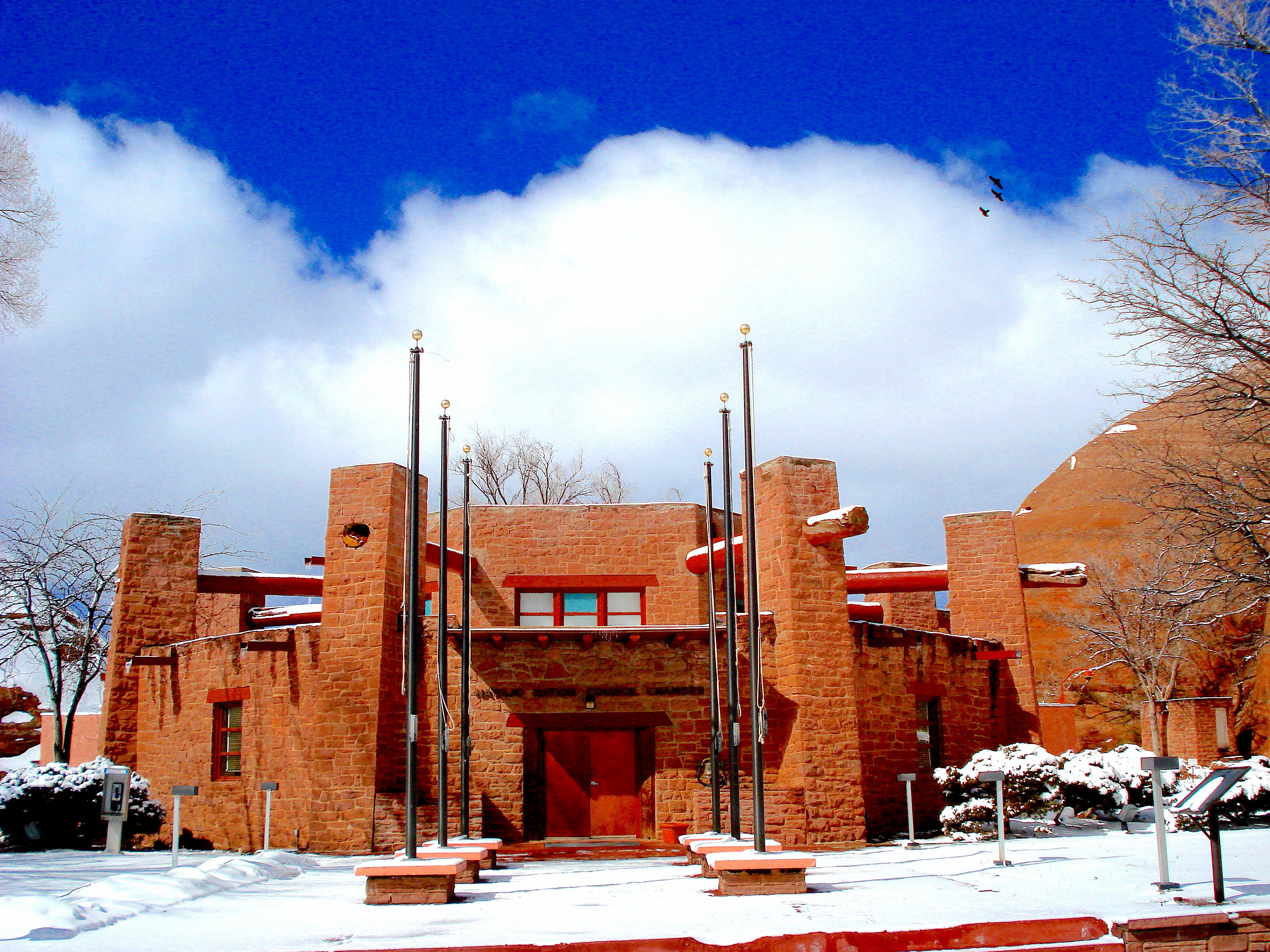
Cámara del Consejo de la Nación Navajo

El Consejo de la Nación Navajo (Navajo Nation Council), anteriormente el Consejo Tribal Navajo, es el poder legislativo de la Nación Navajo. Desde 2010, el Consejo de la Nación Navajo consta de 24 delegados, representando los 110 capítulos, elegidos cada cuatro años por los votantes navajos registrados. Antes de las elecciones de noviembre de 2010, el Consejo de la Nación Navajo constaba de 88 representantes. Los navajos votaron por el cambio en un intento de tener un gobierno más eficiente y para frenar la corrupción del gobierno tribal asociada con miembros del consejo.

#### Políticos navajos destacados
| Político            | Descripción |
| ------------------- | --- |
| Hoskie Cronemeyer   | Delegado del Consejo de Houck AZ que impulsó la educación Navajo desde el año 1900.                                  |
| Henry Chee Dodge    | Primer presidente del Consejo Tribal Navajo (1922-1928, 1942-1946)                                                   |
| Jacob (JC) Morgan   | Primer presidente electo por la tribu (1938-1942)                                                                    |
| Lilakai Julian Neil | Primera mujer elegida por el Consejo Tribal Navajo (1946-1951)                                                       |
| Annie Dodge Wauneka | Miembro del Consejo de la Nación Navajo y filántropa (1951-1978)                                                     |
| Peter MacDonald     | Presidente tribal navajo (1971-1983, 1987-1989)                                                                      |
| Peterson Zah        | Primer presidente de la Nación Navajo (1983-1987, 1991-1995)                                                         |
| Joe Shirley Jr.     | Supervisó la reducción del Consejo Navajo y fue destituido de su cargo por el Consejo por una supuesta conspiración. |

### Gobierno local y regional

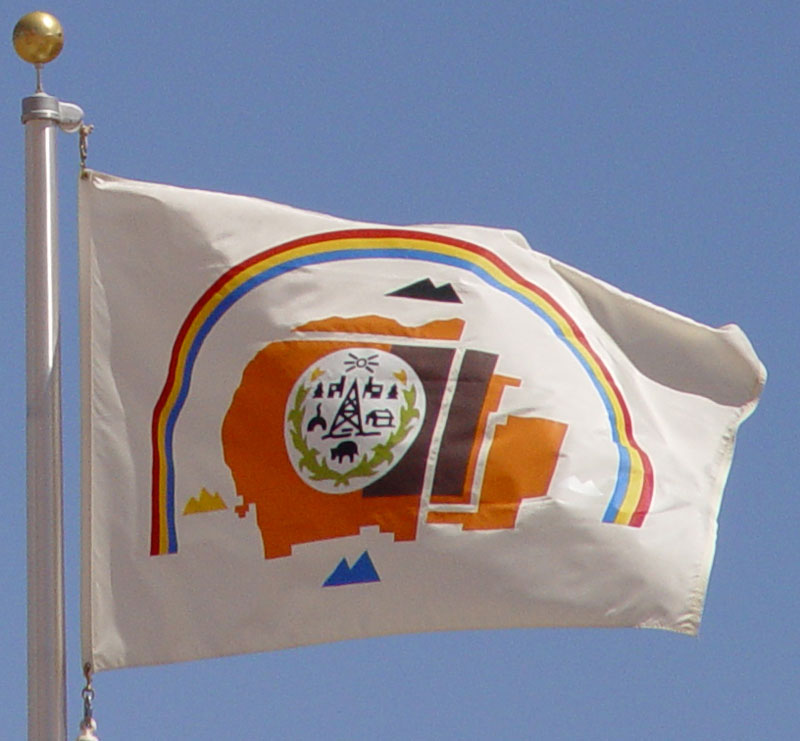
Bandera de la Nación Navajo

En la cultura Navajo tradicional, el liderazgo local se organiza en torno a clanes, que son grupos de parentesco por línea materna. Los roles de liderazgo del clan han servido como un gobierno de facto en el ámbito local de la reserva Navajo. En 1927, agentes del gobierno federal de Estados Unidos iniciaron una nueva forma de entidades gubernamentales locales llamados "capítulos", siguiendo el modelo de las formas de gobierno más familiares a los agentes federales estadounidenses, tales como condados o municipios. Cada "capítulo" elegido oficial siguió con los procedimientos parlamentarios. En 1933, existían más de 100 capítulos en toda la reserva. Los capítulos servían como enlaces entre los navajos y el gobierno federal, y también actuaban como recintos para las elecciones de los delegados del consejo comunitario. También servían como foros para los líderes tribales locales. Pero, los capítulos no tenían autoridad dentro de la estructura del gobierno de la Nación Navajo.
En 1998, el Consejo aprobó la "Ley de Gobierno Local" (Local Governance Act), que amplió las funciones políticas de los 110 capítulos existentes, dándoles autoridad para tomar decisiones en nombre de los miembros del capítulo y hacerse cargo de ciertos roles previamente delegadas a las ramas del consejo y ejecutivos. Esto incluyó la celebración de acuerdos intergubernamentales con  entidades federales, estatales y tribales, sujeto a la aprobación del Comité de Relaciones Intergubernamentales del Consejo (Intergovernmental Relations Committee)

### División administrativa
La Nación Navajo se divide en cinco agencias, con la sede del gobierno ubicada en el campo navajo gubernamental de Window Rock (Tségháhoodzání en idioma nativo). Estas agencias son similares al condado y reflejan los cinco organismos de la Oficina de Asuntos Indígenas (BIA) creados en los primeros años de la Nación Navajo. Las cinco agencias de la reserva india navaja son la Agencia Chinle en Chinle, Arizona; Agencia Navajo del Este en Crownpoint, Nuevo México; Agencia Navajo occidental en Tuba City, Arizona; Agencia Defiance Fort en Fort Defiance, Arizona; y la Agencia de Shiprock en Shiprock en NM. Las agencias proporcionan diversos servicios técnicos bajo la dirección de la Oficina del Área Navajo de la BIA en Gallup, Nuevo México. Las agencias están divididas en capítulos, similar a los municipios, como la unidad política más pequeña. La ciudad capital de la Nación Navajo es Window Rock, que se encuentra en el Capítulo de St. Michaels, AZ. La Nación Navajo también mantiene oficinas ejecutivas en el Distrito de Columbia para el cabildeo y los servicios del Congreso.

### Partidos políticos navajos
Los votantes de la Nación Navajo pueden elegir en libre voto democrático entre los siguientes partidos políticos: el Partido Republicano, el Partido Verde, el Partido Libertario, el Partido Demócrata y los independientes.

### Poder judicial

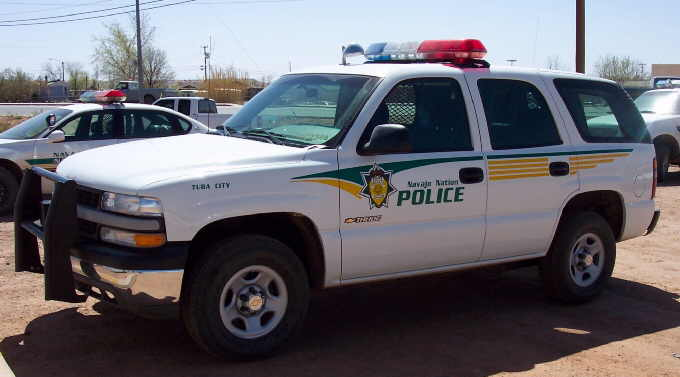
Camioneta chevrolet Tahoe utilizada por las fuerzas de seguridad de la Nación Navajo.

Antes de la aparición de los poderes judiciales, los navajos tenían como fuerzas de seguridad a los llamados jefes de paz (Hózhǫǫjí Naat'ááh), que efectuaban su cargo a través de un método de mediación. El Ejército de Estados Unidos maneja los delitos graves, mientras que los menores y las disputas se quedaron en el ámbito de los jefes de las aldeas. Después de 1868, los agentes de la Oficina de Asuntos Indígenas se encargaron de los delitos enumerados, con el apoyo del Ejército de Estados Unidos, mientras que las disputas menores quedaron bajo control de las fuerzas de seguridad navajas.
En 1892, el Agente de la BIA David L. Shipley estableció el Tribunal Navajo de Delitos de Indios (Navajo Court of Indian Offenses), y nombró a sus jueces. Antes de eso, la autoridad judicial la ejercía el agente de la BIA.
En 1950, el Consejo Tribal Navajo decidió que se debía elegir a los jueces. En el momento de la reorganización judicial de 1958, el Consejo había determinado que, debido a problemas con las decisiones tardías y la política partidista, el nombramiento fue un mejor método de selección de jueces. El presidente hace nombramientos sujetos a la confirmación por el Consejo de la Nación Navajo; Sin embargo, el presidente se limita a la lista de nombres examinados por el Comité Judicial del Consejo.
El sistema judicial actual de la Nación Navajo lo creó el Consejo Tribal Navajo el 16 de octubre de 1958. Se estableció como una rama separada del gobierno, el "Poder Judicial del Gobierno de la Nación Navajo", que se hizo efectivo el 1 de abril de 1959. El Tribunal Navajo de Delitos de Indios se eliminó; los jueces se convirtieron en los jueces del nuevo sistema. La resolución estableció "tribunales de primera instancia de la tribu Navajo" y el "Tribunal Tribal Navajo de Apelaciones", que era el más alto tribunal y el único tribunal de apelación.
En 1978, el Consejo Tribal Navajo estableció un "Consejo Judicial Superior" (Supreme Judicial Council), un cuerpo político más que un tribunal. Sobre una base discrecional, podía escuchar las apelaciones delTribunal Tribal Navajo de Apelaciones. Posteriormente, el Consejo Superior de la Judicatura fue criticado por llevar la política directamente en el sistema judicial y socavar la imparcialidad, la equidad y la igualdad de protección
.
En diciembre de 1985, el Consejo Tribal Navajo aprobó la Ley de Reforma Judicial de 1985, que eliminó el Consejo Superior de la Judicatura. Se redenominó el "Tribunal Tribal Navajo de Apelaciones", como la Corte Suprema de la nación navaja, y redenominó la "tribunales de primera instancia de la Tribu Navajo" como "Tribunales de Distrito de la nación navaja.", los tribunales Navajo se rigen por el Título 7 "Tribunales y Procedimientos", del Código tribal Navajo
De 1988 a 2006, había siete distritos judiciales y dos pistas de satélite. A partir de 2010, hay diez distritos judiciales, centrados respectivamente en Alamo (Tó'hajiilee), Aneth, Chinle, Crownpoint, Dilkon, Kayenta, Ramá, Shiprock, Tuba City y Window Rock. Todos los distritos también tienen los tribunales de familia, que tienen jurisdicción sobre las relaciones domésticas, eliminación civil de la violencia doméstica, la custodia y protección de los niños, los cambios de nombre, título reservado y de sucesiones. A partir de 2010, había 17 jueces de primera instancia que preside en el distrito y tribunales de la familia Navajo.

### Aplicación de la ley
Las infracciones graves al derecho civil en el país Navajo son todavía son juzgados por los tribunales federales. Sin embargo, la nación navaja opera con sus propias divisiones de aplicación de la ley a través de la División Navajo de seguridad pública, comúnmente conocida como la Policía de la nación navaja (anteriormente la "Policía tribal de los Navajo"). Funciones policiales también se delegan en el Departamento de la nación navaja de Pesca y Vida Silvestre; Oficiales de la reserva forestal de la nación navaja; y la Sección de la nación navaja EPA o Ejecución Penal.
Otras, son las agencias locales del orden público estatales y federales que trabajan rutinariamente en la nación navaja, e incluyen la Policía BIA, Servicio Nacional de Parques de Estados Unidos Park Rangers, del Servicio Forestal Aplicación de la Ley y de Investigaciones de la Oficina de Administración de Tierras, la Agencia de la Montaña Ute, Agencia Hopi, y la Administración del Control de Drogas (DEA); Patrullas de Arizona, la Patrulla de los Caminos de Utah, Departamento Neo-mexicano de seguridad pública, la Oficina Sheriff del Condado de Apache, la Oficina Sheriff del Condado Navajo, la Oficina Sheriff del Condado de McKinley, de Alguaciles de EE.UU. y la Oficina Federal de Investigaciones.

### Cooperación internacional
En diciembre de 2012, Ben Shelly encabezó una delegación de la nación navaja a Israel, donde realizó una gira por el país como representante del Pueblo Navajo. En abril de 2013, Deswood Tomé (Un ayudante de Shelly) encabezó una delegación de especialistas agrícolas israelíes en un tour de los recursos navajos.

### Crisis electoral navajo de 2014

#### Elección Primaria
El 25 de agosto de 2014, la nación navaja celebró elecciones primarias para el cargo de Presidente. Joe Shirley Jr. y Chris C. Deschene obtuvieron las dos mayores cantidades de votos.
En las semanas siguientes, otros dos candidatos principales demandaron en los tribunales tribales, invocando una ley de 1990 que nunca antes se había utilizado para determinar la competencia de los candidatos en idioma navajo como condición a la presidencia.

#### 23 de octubre
El 23 de octubre, la Oficina de Audiencias y Apelaciones de la tribu celebró la primera audiencia sobre la queja presentada contra Deschene. La reunión fue presidida por el jefe oficial de la audiencia Ritchie Nez. El cuerpo tribunal falló a favor de Dale Tsosie y Hank Whitethorne, los excandidatos a las primarias, y emitió una sentencia de rebeldía contra Deschene que se negó a comparecer. Más tarde ese mismo día, la Corte Suprema Navajo, en una sesión especial sobre la materia, hizo cumplir la decisión del cuerpo inferior de la Corte y ordenó que al gobierno navajo excluir a Deschene de la votación presidencial por falta de dominio del idioma.
El Tribunal Supremo dictaminó que las elecciones presidenciales previstas para el 4 de noviembre (12 días después), se aplazaría y ordenó que se celebraran a finales de enero de 2015. El presidente del Tribunal Supremo Herb Yazzie y el Juez Asociado Eleanor Shirley decidieron por mayoría de 2-1; la magistrada Irene Black escribió en su disenso que el tecnicismo debía ser enviado de vuelta a la corte inferior para su corrección allí. La decisión no esbozó quien actuaría como ejecutivo al final del mandato del presidente actual (enero de 2015). En las primeras horas del 24 de octubre, el Consejo Navajo aprobó el Bill legislativo 0298-14, que modifica el Código de la nación navaja. En una votación el 11-10-3 la legislación elimina el requisito del idioma en las secciones de cualificaciones para el presidente. La legislación permitió con carácter retroactivo la participación de Chris Deschene.
El lunes siguiente, la Junta de Supervisores Electorales Navajo (NBES) se reunió, pero no tomaron ninguna medida para aplicar las directivas de la corte. El abogado de NBES pidió al Tribunal Superior obtener más instrucciones. Al día siguiente, el comisionado de la Junta Electoral de la nación navaja, Wallace Charley —se le unió más tarde Kimmeth Yazzie, Administrativo Electoral Navajo— anunció que el nombre de Deschene permanecería en la boleta electoral. A pesar de que se comprometió a continuar, Deschene más tarde se retiró de la carrera el 30 de octubre. El 29 de octubre, el presidente navajo Ben Shelly vetó el proyecto de ley que derogaba el requisito del idioma. Las elecciones generales Navajo se celebraron. La cifra no oficial encontró a Joe Shirley Jr. con la mayoría de los votos.

#### 2015
En el primer día del año, el Consejo Navajo convocó escuchar un proyecto de ley para celebrar elecciones primarias y generales en junio y agosto de 2015. La legislación fue aprobada por la cámara con más de la mitad del cuerpo ausente, en un polémico 11 a 1. El lunes 5 de enero, el presidente Shelly en el ocaso de su primer mandato vetó el proyecto de ley.
El 7 de enero, cinco asistentes fiscales generales presentaron petición ante la Corte Suprema de Justicia de la nación navaja sobre la aclaración de la cuestión presidencial vacante. A través de un acuerdo y una resolución controvertida, con las referencias CD-80-14 y CD-81-14, la Corte y el Consejo con Lorenzo Bates - Altavoz actuando Pro Tem, y el consejero de Leonard Tsosie estuvo acompañado por Otto TSO, councilman- electo, y Amber K. Crotty, Director - Instituto de Política Diné como firmantes nombrados Ben Shelly a la presidencia provisional. La medida estaba en contradicción con el Código Navajo § 1006.

## Dependencia de EE. UU.
Los Estados Unidos mantienen poder pleno, por lo que todos los proyectos de la Secretaría de Gobernación de los Estados Unidos, a través de la Oficina de Asuntos Indígenas (BIA), tienen validez sobre el territorio de la nación navaja.

La Ley de Asignaciones de la India 1871 fue confirmada en 1886 por la Corte Suprema de Estados Unidos, en Estados Unidos v. Kagama, que afirmó que el Congreso tiene plenos poderes sobre todas las tribus de nativos americanos dentro de sus fronteras con la justificación que "El poder de las administraciones públicas sobre estos restos de una raza, una vez poderosa ... es necesario para su protección, así como a la seguridad de las personas entre los que habitan
Estados Unidos v. Kagama (1886)

El Tribunal Supremo dicta que el gobierno de Estados Unidos tiene el derecho y la autoridad, en lugar de controlarlos por los tratados, de gobernarlos por medio de leyes del Congreso, y que está dentro del límite geográfico de los Estados Unidos, afirmando ser protector del país indígena para que no sea objeto de invasión por parte de ningún otro país, teniendo estatus de nación protegida.
La mayoría de los conflictos y controversias entre el gobierno federal y la nación navaja se resuelven mediante negociaciones concluidas por acuerdos políticos. El código de la nación navaja comprende las reglas y leyes de la nación navaja; codificado actualmente en la más reciente edición.
Las tierras dentro de los límites exteriores de la nación navaja se componen de varios tipos: público y turístico, Reservado a la tribu, tribal Fee, Oficina de Administración de Tierras (BLM), privada, estatal y asignación de tierras por la BIA. En las partes de la nación navaja de Arizona y Utah, hay más pocos terrenos privados y adjudiaciones indias de la BIA en comparación de Nuevo México, en el que hay un tablero de ajedrez creado por todas las tierras mencionadas. La Agencia del Este, ya que se hace referencia, consiste en Tarifa principalmente tribal, adjudicaciones indias del BIA, y Tierras de BLM. Aunque hay más de tierras tribales Fee en Nuevo México, es la intención del Gobierno de la nación navaja para convertir la mayor parte o todas las tierras tribales a reservado de los navajos.
El Título II Enmienda de 1989 estableció la nación del Navajo en un sistema de tres partes (aunque los cambios en el Poder Judicial ya se habían iniciado en 1958), que consiste en dos ramas que son independientes del Consejo (donde todas las decisiones del gobierno se centralizó antes de cambiar). Como parte de un gobierno de tres ramas, el Presidente y el Vicepresidente son elegidos cada cuatro años, y los Juzgados de Distrito y el Tribunal Supremo, cuyos jueces son nombrados por el Ejecutivo y sustentado por la Legislatura. La Nación consiste en varias divisiones, departamentos, oficinas y programas establecidos por ley que administran las leyes de la nación navaja.

## Geografía

Mapa de localidades y poblaciones de Diné.

La superficie de la nación navaja es de 62.362,06 km², la reserva indígena más grande de los Estados Unidos
Al lado de o cerca de la reserva navaja está el territorio de la tribu Ute en Colorado, Utah y Nuevo México, a lo largo de la frontera norte; los apache jicarilla, al este; los Zuni y apaches White Mountain al sur, y las bandas de Hualapai en el oeste. El territorio de la nación navaja rodea completamente la Reserva Hopi Indian. En la década de 1980, un conflicto sobre tierras compartidas alcanzó su punto máximo cuando el Departamento del Interior trató de reubicar a los residentes navajos que vivían en lo que todavía se conoce como el área común navajo - Hopi. El conflicto litigioso y social entre las dos tribus y comunidades vecinas terminó con el Acuerdo "Bennett Freeze" y se terminó en julio de 2009 por el presidente Barack Obama. El acuerdo disminuye el desacuerdo de tierra contencioso con un contrato de arrendamiento de 75 años para los navajos con reclamos que datan de antes de la ocupación estadounidense.
Dentro del país navajo se encuentran el Cañón de Chelly National Monument, Monument Valley, Rainbow Bridge National Monument, el Monadnock Shiprock, y la parte oriental de la Gran Cañón. El territorio navajo de Nuevo México se conoce popularmente como el área de "tablero de ajedrez", por el intento del Gobierno Federal de vender tierras a no nativos. Por lo tanto, estas tierras navajas se entremezclan con las tierras de honorarios, propiedad tanto de navajos como de no navajos, y con las tierras federales y estatales en diversas jurisdicciones. Otras tres grandes secciones no contiguas de Nuevo México también están bajo la jurisdicción del gobierno navajo: la reserva Ramá indian, la Reservación India Alamo Navajo y la Reserva Indígena Tohajiilee cerca de Albuquerque.

### Clima
Gran parte de la nación navaja está situada en lo alto de la meseta de Colorado.

### Horario de verano
La nación navaja tiene la hora de verano (DST). Ya que se encuentra encima de la meseta de Colorado, se usa el horario de verano, principalmente por razones económicas como partes consistentes de la nación se superponen en estados - Utah y Nuevo México - que observan DST. La porción de la nación navaja que cae dentro de los límites de Arizona también se adhiere al horario de verano, a pesar de que el estado de Arizona no lo haga.

## Demografía

### Sentido de pertenencia
La nación navaja requiere que alguien presente un quantum de sangre de una cuarta parte para ser elegible para la inscripción como miembro de la tribu, lo equivalente a un abuelo o ser parte de uno de los cuatro clanes diné, de ser y de recibir un Certificado de sangre indígena (CIB) certificada por la Oficina de Asuntos Indígenas.
El número de miembros inscritos de la nación navaja es 300 048 en julio de 2011. El censo de 2000 contabilizó a 173.987 ciudadanos navajos, el 58,34 % de todos los navajos étnicos que viven en el territorio de la nación navaja.

### Movimiento de menor de cuantía sangre
En 2004, el Consejo de la nación navaja votó en contra de una propuesta para reducir el quantum de sangre a un octavo, lo que tendría efectivamente duplicado el número de gente apta para convertirse en miembros de la tribu navaja.

## Educación
Históricamente, la nación navaja resistió la educación occidental obligatoria impuesta por el general Richard Henry Pratt en las secuelas de la Larga Marcha, incluidos los internados. Esto no niega, sin embargo, el alcance y la amplitud de la educación tradicional y el hogar proporcionado por familias Navajo y personalizada desde antes de la ocupación estadounidense.
La educación y la retención del estudiante navajo son una prioridad importante. Los principales problemas de la nación hoy rodean a la construcción de GPA competitivas para estudiantes a nivel nacional, junto con una tasa de abandono escolar muy alta entre los estudiantes de secundaria (especialmente en comparación con sus contemporáneos del internado del siglo XX). Más de 150 organizaciones públicas, privadas y de la Oficina de Asuntos Indígenas escuelas sirven a estudiantes de la nación desde el kindergarten hasta la escuela secundaria. La mayoría de las escuelas se financian con la nación navaja en el marco del programa de Johnson O'Malley.
En el país navajo se ejecutan programas de Head Start de la comunidad, el único programa educativo totalmente operado por el gobierno de la nación navaja. La educación post-secundaria y la formación profesional están disponibles dentro y fuera de la reserva.

### Enseñanza media
La nación tiene seis sistemas de instituciones académicas secundarias que sirven a estudiantes navajos, incluyendo:
```
 Las escuelas públicas de Arizona
 Las escuelas públicas de Nuevo México
 Las escuelas públicas de Utah
 Oficina de las escuelas públicas de Asuntos Indígenas
 Asociación de escuelas controladas-Navajo
 Navajo Escuela Preparatoria, Inc.
```

### Escuela Diné
La nación navaja tiene el Diné College, un colegio comunitario de dos años que tiene su campus principal en Tsaile en el condado de Apache. El colegio también administra otros siete sub-campus por todo el país. El Consejo de la nación navaja fundó la universidad en 1968 como la primera universidad tribal de los Estados Unidos. Desde entonces, los colegios tribales se han establecido en numerosas reservas y son ahora 32 en total. El Diné College tiene 1.830 estudiantes inscritos, de los cuales 210 son estudiantes de transferencia de posgrado para las instituciones de cuatro años.

### Centro de Estudios Diné
La universidad incluye el Centro de Estudios cenar. Su objetivo es aplicar los principios navajos Sa'ah Naagháí Bik'eh Hózhóón avanzar estudiante un aprendizaje de calidad a través de Nitsáhákees (pensamiento), Nahat'á (planificación), IINA (estar), y Siihasin (garantía) en el estudio de la lengua Dine, la historia y la cultura. Los estudiantes se preparan para nuevos estudios y el empleo en un mundo multicultural y tecnológico.

### Universidad Técnica de Navajo (NTU)
Inaugurada en 1979 como el Centro de Habilidad Navajo, la NTU en Crownpoint fue rebautizada Navajo Technical College.

## Salud pública

### Efectos mineros de la extracción de uranio
La minería del uranio amplia tuvo lugar en algunas zonas de la nación navaja antes de que se aprobasen o ejecutasen en el control de los residuos peligrosos de tales operaciones o sus consecuentes leyes ambientales.
Los estudios han demostrado que las prácticas no reguladas provocan graves consecuencias ambientales para las personas que viven cerca. Varios tipos de cáncer ocurren a tasas más altas que el promedio nacional en estas zonas de la nación navaja. (Raloff, 2004) Especialmente altas son las tasas de cánceres reproductivos de órganos en adolescentes y niñas navajas, con un índice medio de incidencia diecisiete veces mayor que el de las niñas en los Estados Unidos.

### Diabetes
La diabetes mellitus es un importante problema de salud entre las tribus navajo, hopi y pima, cuya población recibe un diagnóstico a una velocidad cuatro veces superior a la estimación de US estandarizada por edad. Los investigadores médicos creen que el aumento del consumo de hidratos de carbono, junto con factores genéticos, desempeñan un papel importante en la aparición de esta enfermedad crónica entre la población amerindia. 

### Inmunodeficiencia combinada grave
Uno de cada 2.500 niños de la población navaja hereda la inmunodeficiencia combinada grave (SCID, por sus siglas en inglés), un trastorno genético que afecta a los niños sin prácticamente ningún sistema inmunológico. En la población general, el trastorno genético es mucho más rara, afectando a uno de cada 100.000 niños. El trastorno se conoce a veces como "enfermedad del niño burbuja". Esta condición es una causa importante de enfermedad y muerte entre los niños navajos. La investigación revela un patrón genético similar en los apaches. 
En un artículo de Associated Press diciembre de 2007, Mortan Cowan, MD, director del Programa Pediátrico de Trasplante de Médula Ósea de la Universidad de California, San Francisco, señaló que, aunque los investigadores han identificado una docena de genes que causan la SCID, la población navaja / apache tiene la forma más grave de la enfermedad debido a la falta del gen "Artemis". Sin él, los cuerpos de los niños son incapaces de reparar el ADN o desarrollar las células que combaten la enfermedad.

## Economía
La economía navaja temprana se basaba en el pastoreo de ovejas y ganado, la producción de lana e hilo, manta y alfombra de producción, y de la turquesa y plata fabricación de joyas. Más recientemente, se han desarrollado artes adicionales, como la pintura de arena; la escultura y la cerámica, entre otras.
Actualmente, la nación navaja ha creado una mezcla de industria y negocios que ha proporcionado la fuerza de trabajo navaja con las dos oportunidades de la clase media y trabajadora. El nivel de desempleo oscila entre el 40-45 % para la nación de los Estados Unidos informó a imposición los ingresos. En algunas comunidades, puede llegar al 85 % o descender al 15 %.

### Parques tribales
La nación navaja tiene muchos monumentos naturales e históricos dentro o cerca de sus límites incluidos:
- Monument Valley (entre Utah y Arizona Border, cerca de la ciudad de Kayenta Arizona)

- Shiprock Pinacle (grandes restos volcánicos, elevación de 7178 metros, ubicada en Nuevo México cerca de Shiprock NM)

- Navajo Mountain (montaña a lo largo de Utah y Arizona Border, elevación de 10318 metros)

- Tribal Memorial Park del país navajo

- Cañón del Chaco

- Bisti Badlands

- Cañón de Chelly

- Window Rock Park tribal

- Antílope Mariana / Cañón

- Lago Powell

- Puente Navajo

- Little River Gorge Colorado

- Ruinas Kinlichee

- Monumento de cuatro esquinas

- Hubble Trading Post

- Grand Falls

- Puente del Arco Iris

### Extracción de minerales
La minería, especialmente de carbón y uranio, ha proporcionado importantes ingresos a la tribu en la segunda mitad del siglo XX. "Los recursos minerales extensos del nación navaja se encuentran entre las más valiosas en manos de las naciones americanas nativas dentro de los Estados Unidos". Un ingreso tan significativo fue experimentado para asegurar una palpable clase media navaja que sigue existiendo hoy en día. El volumen de la extracción de carbón ha disminuido a principios del siglo XXI, con la realización de la Mina McKinley de la Chevron Corporation P & M de Nuevo México y los cambios en las operaciones en las minas cerca de Shiprock.
El mercado de uranio, que estuvo activo durante y después de la Segunda Guerra Mundial, se redujo a finales de ese período. La nación sufrió una considerable contaminación ambiental y humana como consecuencia de la evolución de las minas y de la mala regulación. A partir de 2005, la nación navaja ha prohibido la extracción de uranio.

#### Rieles
El ferrocarril Negro Mesa y el Lago Powell transporta el carbón de las minas de la Nación a la Estación Generadora Navajo en Page, Arizona. La mina de Peabody Energy Negro Mesa de carbón cerca de Kayenta, una controvertida mina a cielo abierto, se cerró temporalmente el 31 de diciembre de 2005, para sus créditos de emisión. La mina había alimentado la central nuclear de Mohave en Laughlin, Nevada, a través de un mineroducto que utiliza agua del acuífero Negro Mesa. La mina Kayenta sigue proporcionando importantes ingresos para la tribu, y los ingresos de la clase media Navajo. [Cita requerida]

#### Utah Dineh Corporación Inc
El Utah Diné Corporation es una organización sin fines de lucro establecida con el fin de mantener los ingresos Utah Navajo aceite de reserva en la sección Aneth del campo petrolero de Utah. Gran parte de esta zona es en el lado de Utah Navajo del Condado de San Juan, Utah.
El Fiduciario Especial para los indios americanos testificó ante el Comité de Recursos Naturales y declaró que su oficina no tenía la capacidad para administrar el Fondo Fiduciario Navajo Utah en una forma requerida por la Ley de 1933. [Cita requerida] El Utah Diné Corporation fue fundada a fin de mantener las Regalías Utah Navajo aceite después de aprobación de la SB 1690, propuesto y patrocinado por el senador estadounidense Robert Bennett (R-UT). Fue para modificar la Ley de 1 de marzo de 1933, para transferir cierta autoridad y los recursos para el Utah Diné Corporation, y para otros fines. [60]

### Artes y artesanías navajo
Un importante grupo de pequeños negocios dentro de la reserva es la industria de las artes y artesanías hechas a mano que comercializa tanto en bienes de alta y media calidad final realizadas por Navajo artesanos, joyeros y plateros. Un estudio realizado en 2004 por la División de Desarrollo Económico de Navajo encontrado que al menos el 60 por ciento de todas las familias tienen al menos un miembro de la familia que producen las artes y oficios. [Cita requerida]

### Empresa de juegos de casino navajo
Desde el éxito de los Pequots Mashantucket 'Foxwoods Casino en Ledyard, Connecticut, y hasta 2004, la nación navaja se negó a unirse a otra entrada tribus del nativo americano en industrias construidas sobre los juegos de azar. Ese año, la Nación firmó un acuerdo con el Estado de Nuevo México para operar un casino en To'hajiilee, cerca de Albuquerque. Líderes navajos también negociaron con las autoridades de Arizona para los casinos cerca de Flagstaff, Lago Powell, Winslow, Sanders (Nahata Dziil capítulo) y Cameron (la entrada del Gran Cañón).

### Recursos renovables
A principios de 2008, la nación navaja y IPP con sede en Houston llegaron a un acuerdo para monitorear los recursos eólicos, con la posibilidad de construir un parque eólico de 500 megavatios a unas 50 millas (80 km) al norte de Flagstaff. Conocido como el Proyecto Eólico Navajo, se propone ser el segundo parque eólico comercial en Arizona después de Proyectos Dry Lake Wind Power de Iberdrola entre Holbrook y Overgaard-Heber, AZ. El Consejo Navajo aprobó el desarrollo a través anulando un veto presidencial en diciembre de 2010. El desacuerdo entre el gobierno central y el local de Navajo Navajo Cameron Capítulo han llevado a un debate sobre si el desarrollo se dedica como recurso energético.

### Corporación para el desarrollo dine
La Corporación de Desarrollo Dine se formó en 2004 para promover los negocios navajos y buscar el desarrollo de negocio viable para hacer uso de los ingresos del casino.

## Medios de comunicación

### Navajo Times
La Nación Navajo cuenta con varias editoriales. El más notable es el Navajo Times, que se publicó originalmente como el Navajo Times of Now y lo creó el Consejo de la nación navaja en 1959. Desde entonces, el Times se ha privatizado, y sigue siendo el periódico de referencia de la nación navaja.

### Otros periódicos
Otros grupos de papel prensado también sirven a la nación. Una de las principales compañías de los medios de comunicación es el Navajo and Hopi Observer, que distribuye gratuitamente periódicos a través del país navajo. Los diarios no navajos también se dirigen a la población navaja, como el Independent Gallup.